# Ptolemeu (nebot d'Antígon)
Ptolemeu (en grec antic: Πτολεμαῖος), nebot d'Antígon el borni, fou un destacat general al servei del seu oncle.
Se'l menciona per primer cop al setge de Nora, a Capadòcia, l'any 320 aC acompanyant Antígon. Allà va ser entregat a Èumenes de Càrdia com a ostatge per la seguretat d'Èumenes durant la seva entrevista amb Antígon, segons diu Plutarc.
Després el seu oncle li va confiar comandaments importants i el 315 aC el va posar al capdavant del seu exèrcit que havia d'operar contra Cassandre. Ptolemeu va obtenir diverses victòries, va fer aixecar el setge d'Amisos, assetjada per Asclepiòdor, i va recuperar tota la satrapia de Capadòcia i després va avançar per Bitínia, i va obligar el rei Zipetes a aliar-se a Antígon; després va ocupar Jònia d'on es va retirar Seleuc (futur Seleuc I Nicàtor) quan Ptolemeu s'acostava diu Diodor de Sicília. Tot seguit va atacar Cària que va ser defensada pel general egipci Mirmidó uns mesos, però a l'any següent el 314 aC, va aconseguir una victòria decisiva contra Eupolem, general de Cassandre. L'any següent (313 aC) l'arribada d'Antígon amb les seves forces li va assegurar el domini de l'Àsia Menor i va ajudar en els setges de Caune i Iasos, i després, amb un exèrcit, va ser enviat a Grècia per seguir la lluita contra Cassandre.
Les seves victòries al principi van ser ràpides. Va dominar Calcis i Oropos i va envair l'Àtica, obligant Demetri de Falèron a una virtual submissió, i entrant llavors a Beòcia, la Fòcida i la Lòcrida d'on va expulsar a les guarnicions macedònies i va proclamar la llibertat i independència de diverses ciutats. Llavors va passar al Peloponès (312 aC) on el general Telesfor, que abans servia a Antígon, havia canviat de bàndol. Va romandre al Peloponnès fins a la pau del 311 aC.
Llavors va considerar que els seus serveis no eren ben recompensats pel seu oncle, i el 310 aC quan es va organitzar una nova coalició entre Egipte i Macedònia, Ptolemeu va abandonar la causa del seu oncle i va signar un tractat amb Cassandre i Ptolemeu I Sòter. La idea inicial era convertir-se en senyor del Peloponès, però la reconciliació de Polipercó i Cassandre va frenar aquest intent.
A l'arribada del rei d'Egipte amb una flota a l'illa de Cos, Ptolemeu va sortir de Calcis per anar a trobar-lo i va ser rebut amb honors. Però aviat va començar a conspirar i Ptolemeu el va fer empresonar i es va suïcidar amb verí a la presó el 309 aC.